# 杜家祁
杜家祁，出生于台北，台灣。
一九八O年代初到香港中文大學讀研究院，取得碩士和博士學位，後擔任香港中文大學中文系高級語文導師，至2005年辭職，於中文大學及數所香港大專院校兼職講課。2002年與中國詩人孟浪結婚。為香港一九九O年代「呼吸詩社」成員之一，並負責編輯《呼吸詩刊》第五期；還曾主持還創辦「新詩通訊站」網站，曾擔任「水煮魚」董事。2015年回臺灣居住，現任國立東華大學華文文學系兼任助理教授。

## 著作
散文集《我在／我不在》（香港：素葉出版社，1999，香港）。
討集《女巫之歌》（香港：素葉出版社，香港）。